# المه‌کلو
المه‌کلو (به لاتین: Əlməkolu) یک منطقه مسکونی در جمهوری آذربایجان است که در شهرستان سیاه‌زن واقع شده است. المه‌کلو ۴ نفر جمعیت دارد.